# اكمة النضاحي (بعدان)
اكمة النضاحي

تعديل مصدري - تعديل

اكمة النضاحي محلة تابعة لقرية دار الحرف، التابعة لعزلة المنار بمديرية بعدان إحدى مديريات محافظة إب في الجمهورية اليمنية، بلغ تعداد سكانها 20 حسب تعداد اليمن لعام 2004.